# Dieter Willbold
Dieter Willbold (* 1965 in Gerlenhofen) ist ein deutscher Biochemiker und Strukturbiologe. Er ist ordentlicher Professor und Leiter am Institut für Physikalische Biologie der Universität Düsseldorf sowie Direktor am Institut für Biologische Informationsprozesse des Forschungszentrums Jülich.

## Werdegang
Willbold studierte von 1985 bis 1991 Biochemie an den Universitäten Tübingen, Bayreuth und Boulder (Colorado, USA). Er promovierte 1994 an der Universität Bayreuth. Er blieb dort als Wissenschaftlicher Assistent am Bayreuther Institut für Biopolymere, unterbrochen von einem Forschungsaufenthalt an der Sackler School of Medicine in Tel Aviv, Israel. 1998 habilitierte er in Bayreuth im Fach Biophysikalische Chemie.
Von 1998 bis 2001 leitete Willbold seine eigene unabhängige Arbeitsgruppe für „Strukturelle und evolutive Biochemie“ am Institut für Molekulare Biotechnologie der Universität Jena (heute Leibniz-Institut für Alternsforschung). Im Jahr 2001 nahm er den Ruf auf eine außerordentliche Professur für „NMR-Spektroskopie Biologischer Makromoleküle“ an der Universität Düsseldorf an. 2004 erhielt er einen Ruf auf eine ordentliche Professur an die Universität Leipzig, den er ablehnte, um stattdessen den Ruf der Heinrich-Heine-Universität Düsseldorf auf die vorgezogene Nachfolge von  Detlev Riesner anzunehmen. Seit 2004 ist er ordentlicher Professor und Lehrstuhlinhaber für Physikalische Biologie und leitet das gleichnamige universitäre Institut.
Seit 2005 ist er zudem Direktor des Instituts für Biologische Informationsprozesse (IBI-7: Strukturbiochemie, zuvor: ICS-7 (Institute of Complex Systems))  am Forschungszentrum Jülich sowie Leiter des im selben Jahr gegründeten  Biomolekularen NMR-Zentrums  auf dem dortigen Campus.

## Forschung
Zu seinen Hauptarbeitsgebieten zählen die Analyse und Aufklärung der Struktur und Dynamik von Proteinen, um zu entschlüsseln, wie sie ihre Funktion in lebenden Zellen erfüllen. Der thematische Fokus liegt dabei auf Proteinen, die für neurodegenerative Erkrankungen, wie etwa Alzheimer und Parkinson relevant sind. Ein weiterer Forschungsschwerpunkt liegt auf Proteinen, die an dem zellulären Prozess der Autophagie beteiligt sind. Ein methodischer Fokus liegt auf dem Einsatz des Verfahrens der NMR-Spektroskopie in Kombination mit anderen strukturbiologischen und biophysikalischen Methoden. Im Bereich der Alzheimerforschung leitet Willbold darüber hinaus umfangreiche anwendungsorientierte Projekte. Dazu gehören die Entwicklung eines neuen Therapieansatzes, der auf die gezielte Eliminierung von toxischen Oligomeren zielt, sowie eines Biomarker-basierten diagnostischen Verfahrens.

## Auszeichnungen
- 1995 Forschungspreis des Universitätsvereins Bayreuth
- 2000 Gerhard-Hess-Preis der Deutschen Forschungsgemeinschaft (DFG)

## Mitgliedschaften und Funktionen
Willbold ist Gründer des biomolekularen NMR-Netzwerks in  NRW bio-N³MR. Des Weiteren ist er seit 2000 Mitglied des Vorstands des   Biologisch-Medizinischen Forschungszentrums (BMFZ) der Heinrich-Heine-Universität Düsseldorf. Seit 2008 ist er Co-Sprecher der NRW-Forschungsschule BioStruct und seit 2012 Co-Sprecher der Graduiertenschule iGRASP.